# Махороматик: Автоматическая девушка
«Махороматик: Автоматическая девушка» (яп. まほろまてぃっく Махороматикку) — манга Бундзюро Накаямы с иллюстрациями Бо Дитамы, выходившая в журнале Gum Comics с 1998 по 2004 год, и снятое по ней в 2001 году студиями Gainax и Shaft аниме.

## Сюжет
В центре сюжета находится боевой андроид Махоро, созданный секретной организацией «Веспер» для борьбы с группой инопланетян, называемой «Святыми». Срок военной службы Махоро, впрочем, подошёл к концу. Когда ей предложили выбирать новое назначение на оставшуюся жизнь, она захотела стать горничной в доме своего погибшего командира. Так она начинает жить вместе с его сыном Сугуру Мисато. Собственно, «оставшаяся жизнь» в её случае — это 350 дней до момента её полного отключения.
Впрочем, прожить эти дни в мире и покое у неё не получается, так как вокруг постоянно возникают проблемы, для решения которых ей приходится вспоминать боевое прошлое. Рюга, сильнейший из андроидов «Святых», хочет сразиться с ней, чтобы выяснить, кто сильнее. Кроме того, за борьбой между двумя организациями следят «Хранители», ещё одна секретная организация, контролировавшая историю Земли и считающая «Веспер» и «Святых» угрозой для себя.

## Медиа

### Манга
Манга Mahoromatic была написана Бундзюро Накаямой и проиллюстрирована Бо Дитамой. Она изначально выходила в журнале Gum Comics с декабря 1998 по 26 июля 2004 года. Позднее была опубликована в виде 8 танкобонов издательством Wani Books.
| № | Заглавие                                                                             | Дата публикации | ISBN               |
| - | ------------------------------------------------------------------------------------ | --------------- | ------------------ |
| 1 | «Горничная из дома Мисато» (яп. 「美里家のメイドさん」)                              | 10 октября 1999 | ISBN 4-8470-3326-4 |
| 2 | «Горничная, головокружительная в солнечном свете» (яп. 「陽射しくらくらメイドさん」) | 10 июля 2000    | ISBN 4-8470-3354-X |
| 3 | «Горничная, преследуемая её прошлым» (яп. 「過去に追われるメイドさん」)              | 3 марта 2001    | ISBN 4-8470-3326-4 |
| 4 | «Горничная, мечтающая обо всём» (яп. 「いろいろ夢見るメイドさん」)                   | 10 октября 2001 | ISBN 4-8470-3413-9 |
| 5 | «Горничная, и сегодня тоже полная энергии» (яп. 「今日も元気なメイドさん」)          | 10 июня 2002    | ISBN 4-8470-3370-1 |
| 6 | «Горничная с одинокой улыбкой» (яп. 「笑顔の素敵なメイドさん」)                      | 3 марта 2003    | ISBN 4-8470-3440-6 |
| 7 | «Горничная, что тронута слезами» (яп. 「涙で動くメイドさん」)                        | 10 октября 2003 | ISBN 4-8470-3454-6 |
| 8 | «Махоро-сан из дома Мисато» (яп. 「 美里家のまほろさん」)                            | 5 декабря 2004  | ISBN 4-8470-3479-1 |

### Аниме
Манга оказалась популярной и была экранизована в виде двух аниме-сериалов совместно студиями Gainax и Shaft: Mahoromatic: Automatic Maiden и Mahoromatic: Something More Beautiful (яп. まほろまてぃっく~もっと美しいもの~ Mahoromatikku: Motto Utsukushii Mono). Первый сериал состоял из 12 серий и транслировался с 10 сентября 2001 года по 28 января 2002 года на канале BS-i в Японии. Он в общем следовал сюжету первых трёх томов манги. Второй сериал также был снят по манге, рассказывая историю вплоть до конца. В «неожиданном повороте» в духе Tenchi Muyo! в нём в дом к героям прибывает вторая девушка-робот. Его премьерный показ прошёл с 26 сентября 2002 года по 16 января 2003 года. Первые пять томов манги практически полностью были экранизованы в виде аниме, без особых отклонений, но начиная с 6 тома сюжет начинает расходиться и конфликт между тремя организациями в последних двух томах манги отличается от того, что был показан в аниме. Впрочем, сам конец в обоих случаях схож.
Кроме того, было выпущено несколько спецсерий. Первая — Mahoromatic: Summer TV Special (яп. まほろまてぃっく夏のTVスペシャル Mahoromatikku Natsu no Terebi Supesharu) — была создана и показана летом 2003 года. Её действие разворачивается, когда Минава становится неотъемлемой частью дома. Второй спецвыпуск — Mahoromatic: Tadaima Okaeri — состоит из двух серий. Он был анонсирован 22 августа 2009 года, а серии показаны соответственно 17 и 24 октября 2009 года. В них рассказывается о событиях в ходе второго сериала, случившихся на 270—268 днях жизни по таймеру Махоро, где героини решают найти все порножурналы парней и избавиться от них.
В России аниме было лицензировано и выпущено MC Entertainment.

## Критика
Первые тома манги вращаются вокруг сексуальных фантазий автора о женской груди, но позже тон произведения становится серьёзней. Произведению удаётся до определённой степени сочетать кражу трусиков, военную драму и карибский кризис. Именно драматические темы выделяют его в ряду других подобных романтических комедий. Рисунок манги напоминает работы Синсукэ Курахаси или раннего Хитоси Окуду. Он не запоминается, дизайн персонажей и меха довольно стандартен, с другой стороны экшен-сцены развиваются довольно быстро.
В аниме «Махороматик» используется много общего с Gunbuster, также производства Gainax: шутки о женской груди, глупая поэзия и постоянная угроза атаки инопланетян. Аниме полно фансервиса, особенно кадров и шуток, фокусирующихся на женской груди, которые, впрочем, хорошо сочетается с романтической комедией, но могут обесценивать драматическую часть произведения. Рисунок в сериале заметно более доработан по сравнению с мангой, а анимация была положительно отмечена во многих обзорах. Кадзухиро Такамуре, дизайнеру персонажей, отлично удалось перенести их из манги в аниме.
Все девушки по закону жанра оказываются увлечены Сугуру, но в этот раз это один из тех редких случаев, когда герой этого заслуживает. Многие критики отмечают мизогинистический подход автора к роли Махоро, ведь героиня, заканчивающая службу, может выбрать любую карьеру, но решает стать горничной, убираться и готовить для мужчины, выполняя любую его прихоть, что должно сделать её более счастливой, чем участие в сражениях. Сама Махоро является «расходной» девушкой для героя с известным ограничением по времени. Собственно, её 350-дневный лимит для Сугуру скорее является не ограничением для встреч с девушкой-роботом, а напоминанием, что до вступительных экзаменов и начала взрослой жизни с необходимостью нести за неё ответственность остался лишь год.
Музыка в аниме отлично подобрана, подчеркивая как комедийные сцены, так и боевые.